# 谷本ハイヤー
谷本ハイヤー（たにもとハイヤー）は、タクシー・バスを運行する事業者である。

## 歴史
- 1956年8月17日 - 設立。
- 1990年 - 観光バス事業を開始。
- 2003年4月1日 - 一畑バス寿生病院線・JRバス中国雲芸線のバス路線撤退を受け、代替路線の路線バス事業を開始。

## 営業所（車庫）の所在地
- 島根県出雲市矢野町123-1

## バス
＜（バス停）/（バス停）＞は、どちらかを経由。

### 路線バス
三刀屋出雲線
三刀屋バスセンターで雲南市民バスの吉田大東線に接続。
- 出雲市駅 - ＜出雲市役所前/京町入口＞ - 上成橋 - 大津町駅前 - 商業高校入口 - 寿生病院入口 - 船津町 - 上乗寺前 - 上津小学校前 - 上津コミュニティセンター前 - 森坂公会堂 - 和久輪 - 伊萱 - 三刀屋小学校前 - 三刀屋バスセンター
  - 三刀屋バスセンター行は駅通り四つ角・出雲市役所・北本町経由、出雲市駅行は京町入口経由。これは、出雲市今市町本町～上町区間の市道が西向きの一方通行であるため。

### 出雲市福祉バス
出雲市民で、65歳以上の人、障害者手帳が交付されている人（手帳の種類・等級を問わない。）のみ利用可能。但し、車椅子は利用できない。介護者は1名まで同乗可能。9人乗りジャンボタクシーで運行。
宇那手線
- 県立中央病院 - 火森神社

見々久線
- 県立中央病院 - スクールバス車庫

## 関連会社
- 斐川タクシー
- 共進自動車